# Telodorcus saiga
Telodorcus saiga es una especie de coleóptero de la familia Lucanidae. La especie fue descrita científicamente por Guillaume-Antoine Olivier en 1789.

## Subespecies
- Telodorcus saiga ceramensis (Thomson, 1862)

= Serrognathus ceramensis Thomson, 1862
= Eurytrachelus saiga buruensis Nagai, 1928
- Telodorcus saiga manzeris (Didier y Séguy, 1952)

= Eurytrachelus manzeris Didier y Séguy, 1952
- Telodorcus saiga saiga (Olivier, 1789)

= Lucanus saiga Olivier, 1789
= Lucanus saiga concolor Blanchard, 1853
= Lucanus saiga elaphus Herbst, 1790
= Lucanus saiga externepunctatus De Haan
= Lucanus saiga kidang Reinwardt
= Lucanus saiga paniscus De Haan
= Dorcus saiga pygargus Dejean, 1837

## Distribución geográfica
Habita en el archipiélago malayo. Telodorcus saiga ceramensis en Ceram, Ambon y Buru; Telodorcus saiga manzeris en Ternate y Telodorcus saiga saiga en Sumatra, Java, Célebes y las islas Tanimbar.